# ناقوس‌های سنت ترینیان
ناقوس‌های سنت ترینیان (انگلیسی: The Belles of St Trinian's) فیلمی در ژانر کمدی به کارگردانی فرانک لاوندر است که در سال ۱۹۵۴ منتشر شد. از بازیگران آن می‌توان به الستر سیم، جویس گرنفل، جورج کول و هرمیون بادلی اشاره کرد. این فیلم بر اساس داستان کامیکس مدرسه سنت ترینیان اثر رونالد سرل ساخته شده و اولین فیلم از سری فیلم‌های سنت ترینیان است.